# Metabolism (farmakologi)
Inom farmakologin avser Metabolism (från grekiska “μεταβολισμός”, “metabolismos”) den biokemiska process där den molekylära strukturen och egenskaperna hos ett ämne, oftast syftar till läkemedel, förändras. 

## Vattenlösliga ämnen
Vattenlösliga ämnen kan utsöndras direkt via njurarna.

## Lipidlösliga ämnen
Ämnen som är lipidlösliga kan inte elimineras oförändrade via njurarna och måste omvandlas innan utsöndring. Den metabolismen sker främst i levern och därefter i tarmens lumen och slemhinna. Ämnet bearbetas av en rad olika enzymer. 

### Fas I- och Fas - II reaktioner
Lipidlösliga ämnen går oftast igenom två reaktionsfaser i levern för att bli vattenlösliga. 
Fas I - Ämnet omvandlas till en reaktiv metabolit 
Fas II - Metaboliten konjugeras ("smälter samman") med en annan kemisk förening till ett konjugerat komplex som är vattenlösligt. 